# Mariolina Venezia
Mariolina Venezia (née en 1961 à Matera, dans la province homonyme) est une écrivaine et scénariste italienne.

## Biographie
Mariolina Venezia, collaboratrice de plusieurs revues littéraires, est également scénariste pour le cinéma et la télévision.
Son roman J'ai vécu mille ans (Mille anni che sto qui), dont l'écriture a nécessité plus de 6 ans à l'auteure, paraît en 2006 en Italie et deux années plus tard en France. L'action de cette chronique familiale et historique des Falcone, qui s'étend de 1861, date de l'Unité italienne à la chute du Mur de Berlin en 1989, se situe à Grottole, dans la région du Basilicate.
Mariolina Venezia donne la parole à cinq générations de femmes (mères, grands-mères, tantes, jeunes filles). Leurs sentiments universels (joies, peines, amours), leurs bons et mauvais coups du sort qu'elles nous content ponctuent cette chronique séculaire.
Pour ce roman, Mariolina Venezia est la lauréate 2007 du prestigieux prix Campiello.

### Roman en version originale
- Mille anni che sto qui, Turin : Einaudi, 2006, 250 p.  (ISBN 978-88-06-18474-2)

### Roman traduit en français
- Vocalità traduit par l'auteur, le Muy, Éditions Unes, 1986.
- Scherzi traduit de l'italien par Richard Millet et par l'auteur, le Muy, Éditions Unes, 1986.
- J'ai vécu mille ans [« Mille anni che sto qui »], trad. de Nathalie Bauer, Paris, Robert Laffont, coll. « Pavillons », 2008, 301 p.  (ISBN 978-2-221-10805-5)
- Mort en basilicate, [« Come piante tra i sassi »], trad. de Marguerite Pozzoli, Paris, Nil Éditions, 2013, 324 p.  (ISBN 978-2-84111-670-6)

## Filmographie

### comme scénariste
- 2002 : Stiamo bene insieme (Série TV)
- 2004 : Sara May, coscénariste avec Mariangela Barbanente et la réalisatrice, Marianna Sciveres